# 洛朗·巴博
庫杜·洛朗·巴博（法語：Koudou Laurent Gbagbo，發音：[loʁɑ̃ baɡbo]，發音：[ɡ͡baɡ͡bo]；1945年5月31日—），非洲國家象牙海岸政治人物，曾於2000年至2011年擔任該國總統。其原本從事教職，1980年代之後投入政壇。於2000年總統大選中，以超過半數的59%選票當選總統。自2011年因涉及危害人类罪等罪嫌被逮捕後，遭國際刑事法院羈押監禁直至2021年確認無罪釋放、可返回國內。

## 总统选举爭議
2010年12月4日，阿拉薩內·瓦塔拉和洛朗·巴博各自堅持自己獲勝，分別宣誓就任總統。联合国、非盟、欧盟等国际组织均承认瓦塔拉当选总统，但巴博拒绝下台导致两派发生持续4个多月的大规模武装冲突，導致3,000人死亡，超过100万人流离失所。

## 逮捕受審
2011年4月11日洛朗·巴博在阿比讓的總統官邸內被逮捕。2011年11月29日他被科特迪瓦政府移交位于荷兰海牙的国际刑事法院面临危害人类罪的指控，成为首位面临国际刑事法院审判的前国家领导人。11月30日，国际刑事法院发表声明称，巴博的武装涉嫌包括谋杀、性侵犯和迫害等行为在内的反人类罪，“作为间接共同主犯，巴博应承担个人刑事责任”。
經過三年的審判後，巴波獲判無罪，直至2019年1月15日，国际刑事法院判決被控危害人类罪的巴博無須答辯，下令當庭釋放他，後於同年2月獲釋，在歐洲受到軟禁。2021年3月31日，國際刑事法院維持對巴博的無罪判決，確認無罪釋放，允許他返回象牙海岸。